# Đặng Công Lý
Đặng Công Lý (sinh ngày 15 tháng 5 năm 1960) là thẩm phán cao cấp và chính trị gia người Việt Nam. Ông hiện giữ chức vụ Chánh án Tòa án nhân dân tỉnh Bình Định. Ông từng là Đại biểu Quốc hội Việt Nam khóa 13 tỉnh Bình Định, Ủy viên Ủy ban Tư pháp của Quốc hội khóa 13.

## Tiểu sử
Đặng Công Lý sinh ngày 15 tháng 5 năm 1960, quê quán tại xã Ân Nghĩa, huyện Hoài Ân, tỉnh Bình Định, người dân tộc Kinh, không theo tôn giáo nào.
Ông có bằng Cử nhân Luật và Cao cấp lí luận chính trị.

## Sự nghiệp
Năm 1978, Đặng Công Lý nhập ngũ phục vụ Quân đội nhân dân Việt Nam.
Năm 1983, Đặng Công Lý chuyển ngành công tác tại Tòa án nhân dân tỉnh Nghĩa Bình (nay là tỉnh Bình Định).
Ngày 5 tháng 12 năm 1986, Đặng Công Lý gia nhập Đảng Cộng sản Việt Nam.
Tháng 5 năm 1989, Đặng Công Lý được bổ nhiệm làm Thẩm phán Tòa án nhân dân tỉnh Bình Định.
Năm 2002, Đặng Công Lý được bổ nhiệm chức vụ Chánh tòa Tòa Hình sự, Tòa án nhân dân tỉnh Bình Định.
Năm 2005, Đặng Công Lý được bổ nhiệm chức vụ Phó Chánh án Tòa án nhân dân tỉnh Bình Định.
Năm 2010, tại Đại hội Đảng bộ tỉnh Bình Định, Đặng Công Lý được bầu làm Ủy viên Ban chấp hành đảng bộ tỉnh Bình Định.
Cũng trong năm 2010, ông được bổ nhiệm giữ các chức vụ Bí thư Ban cán sự Đảng, Bí thư Đảng ủy, Chánh án Tòa án nhân dân Bình Định.
Ngày 22 tháng 5 năm 2011, Đặng Công Lý được bầu làm Đại biểu Quốc hội Việt Nam khóa 13 nhiệm kì 2011-2016 và được cử làm Ủy viên Ủy ban Tư pháp của Quốc hội khóa 13.
Từ năm 2009 đến năm 2013, Đặng Công Lý trực tiếp giải quyết, xét xử 527 vụ án, tham gia các Hội đồng xét xử 434 vụ án, chủ toạ các phiên họp của Ủy ban Thẩm phán xét xử 22 vụ án theo trình tự giám đốc thẩm. Không có vụ án nào trong số các vụ án này bị hủy hay sửa lớn, không quá hạn xét xử.
Hiện nay (2018), ông đang là Tỉnh ủy viên Tỉnh ủy Bình Định,Chánh án Tòa án nhân dân tỉnh Bình Định.

## Phong tặng
- Huân chương Lao động hạng Ba (năm 2013)[3]
- "Thẩm phán tiêu biểu" năm 2013 (1 trong 28 thẩm phán Tòa án nhân dân Việt Nam)[3]